# Mannschaftsaufstellungen der Schacholympiade der Frauen 1963
Die Tabellen nennen die Aufstellung der Mannschaften bei der Schacholympiade der Frauen 1963 in Split. Die 15 teilnehmenden Mannschaften spielten ein Rundenturnier, in dem jede Mannschaft gegen jede andere antrat. Zu jedem Team gehörten zwei Spielerinnen und maximal eine Ersatzspielerin. Für die Platzierung der Mannschaften waren die Brettpunkte vor den Mannschaftspunkten und dem direkten Vergleich maßgeblich.

## Mannschaften

### 1. Sowjetunion
| Platz | Land                 | G  | R | V | Brettp. | Mannschaftsp. |
| ----- | -------------------- | -- | - | - | ------- | ------------- |
| 1     | Sowjetunion          | 12 | 2 | 0 | 25      | 26            |
| Brett | Spielerin            | G  | R | V | Punkte  | Partien       |
| 1     | Nona Gaprindaschwili | 11 | 1 | 0 | 11,5    | 12            |
| 2     | Tatjana Satulowskaja | 07 | 2 | 1 | 8       | 10            |
| R     | Kira Sworykina       | 05 | 1 | 0 | 5,5     | 6             |

### 2. Jugoslawien
| Platz | Land                          | G  | R | V | Brettp. | Mannschaftsp. |
| ----- | ----------------------------- | -- | - | - | ------- | ------------- |
| 2     | Jugoslawien                   | 12 | 2 | 0 | 24,5    | 26            |
| Brett | Spielerin                     | G  | R | V | Punkte  | Partien       |
| 1     | Milunka Lazarević             | 09 | 1 | 2 | 9,5     | 12            |
| 2     | Verica Nedeljković            | 12 | 0 | 0 | 12      | 12            |
| R     | Katarina Jovanović-Blagojević | 02 | 2 | 0 | 3       | 4             |

### 3. DDR
| Platz | Land                  | G | R | V | Brettp. | Mannschaftsp. |
| ----- | --------------------- | - | - | - | ------- | ------------- |
| 3     | DDR                   | 9 | 3 | 2 | 21      | 21            |
| Brett | Spielerin             | G | R | V | Punkte  | Partien       |
| 1     | Edith Keller-Herrmann | 9 | 5 | 0 | 11,5    | 14            |
| 2     | Waltraud Nowarra      | 6 | 2 | 2 | 7       | 10            |
| R     | Eveline Kraatz        | 1 | 3 | 0 | 2,5     | 4             |

### 4. Rumänien
| Platz | Land                 | G | R | V | Brettp. | Mannschaftsp. |
| ----- | -------------------- | - | - | - | ------- | ------------- |
| 4     | Rumänien             | 8 | 4 | 2 | 18,5    | 20            |
| Brett | Spielerin            | G | R | V | Punkte  | Partien       |
| 1     | Alexandra Nicolau    | 8 | 4 | 0 | 10      | 12            |
| 2     | Margareta Teodorescu | 5 | 4 | 2 | 7       | 11            |
| R     | Margareta Perevoznic | 1 | 1 | 3 | 1,5     | 5             |

### 5. Bulgarien
| Platz | Land            | G | R | V | Brettp. | Mannschaftsp. |
| ----- | --------------- | - | - | - | ------- | ------------- |
| 5     | Bulgarien       | 8 | 1 | 5 | 17,5    | 17            |
| Brett | Spielerin       | G | R | V | Punkte  | Partien       |
| 1     | Wenka Asenowa   | 6 | 4 | 2 | 8       | 12            |
| 2     | Antonia Iwanowa | 6 | 4 | 2 | 8       | 12            |
| R     | Paunka Todorowa | 1 | 1 | 2 | 1,5     | 4             |

### 6. Ungarn
| Platz | Land                  | G | R | V | Brettp. | Mannschaftsp. |
| ----- | --------------------- | - | - | - | ------- | ------------- |
| 6     | Ungarn                | 9 | 1 | 4 | 17      | 19            |
| Brett | Spielerin             | G | R | V | Punkte  | Partien       |
| 1     | Éva Karakas           | 6 | 6 | 2 | 9       | 14            |
| 2     | Gyuláné Krizsán-Bilek | 4 | 4 | 3 | 6       | 11            |
| R     | Judit Gombás          | 2 | 0 | 1 | 2       | 3             |

### 7. Niederlande
| Platz | Land            | G | R | V | Brettp. | Mannschaftsp. |
| ----- | --------------- | - | - | - | ------- | ------------- |
| 7     | Niederlande     | 5 | 6 | 3 | 15,5    | 16            |
| Brett | Spielerin       | G | R | V | Punkte  | Partien       |
| 1     | Corry Vreeken   | 1 | 5 | 4 | 3,5     | 10            |
| 2     | Fenny Heemskerk | 3 | 5 | 1 | 5,5     | 9             |
| R     | Hendrika Timmer | 5 | 3 | 1 | 6,5     | 9             |

### 8. Polen
| Platz | Land                  | G | R | V | Brettp. | Mannschaftsp. |
| ----- | --------------------- | - | - | - | ------- | ------------- |
| 8     | Polen                 | 6 | 2 | 6 | 15      | 14            |
| Brett | Spielerin             | G | R | V | Punkte  | Partien       |
| 1     | Henryka Konarkowska   | 5 | 1 | 4 | 5,5     | 10            |
| 2     | Krystyna Radzikowska  | 2 | 2 | 4 | 3       | 8             |
| R     | Mirosława Litmanowicz | 5 | 3 | 2 | 6,5     | 10            |

### 9. USA
| Platz | Land               | G | R | V | Brettp. | Mannschaftsp. |
| ----- | ------------------ | - | - | - | ------- | ------------- |
| 9     | Vereinigte Staaten | 4 | 4 | 6 | 12,5    | 12            |
| Brett | Spielerin          | G | R | V | Punkte  | Partien       |
| 1     | Gisela Gresser     | 6 | 4 | 4 | 8       | 14            |
| 2     | Mary Bain          | 3 | 3 | 8 | 4,5     | 14            |

### 10. Deutschland
| Platz | Land               | G | R | V | Brettp. | Mannschaftsp. |
| ----- | ------------------ | - | - | - | ------- | ------------- |
| 10    | BR Deutschland     | 5 | 1 | 8 | 10,5    | 11            |
| Brett | Spielerin          | G | R | V | Punkte  | Partien       |
| 1     | Friedl Rinder      | 4 | 4 | 3 | 6       | 11            |
| 2     | Anneliese Brandler | 3 | 2 | 6 | 4       | 11            |
| R     | Marianne Kulke     | 0 | 1 | 5 | 0,5     | 6             |

### 11. Mongolei
| Platz | Land                 | G | R | V | Brettp. | Mannschaftsp. |
| ----- | -------------------- | - | - | - | ------- | ------------- |
| 11    | Mongolei             | 4 | 2 | 8 | 10,5    | 10            |
| Brett | Spielerin            | G | R | V | Punkte  | Partien       |
| 1     | Ganginchugin Hulgana | 4 | 2 | 8 | 5       | 14            |
| 2     | Sandagdorj Handsuren | 5 | 1 | 8 | 5,5     | 14            |

### 12. Österreich
| Platz | Land               | G | R | V | Brettp. | Mannschaftsp. |
| ----- | ------------------ | - | - | - | ------- | ------------- |
| 12    | Österreich         | 2 | 3 | 9 | 8       | 7             |
| Brett | Spielerin          | G | R | V | Punkte  | Partien       |
| 1     | Ingeborg Kattinger | 1 | 2 | 5 | 2       | 8             |
| 2     | Wilma Samt         | 1 | 3 | 5 | 2,5     | 9             |
| R     | Hilde Kasperowski  | 2 | 3 | 6 | 3,5     | 11            |

### 13. Monaco
| Platz | Land                      | G | R | V  | Brettp. | Mannschaftsp. |
| ----- | ------------------------- | - | - | -- | ------- | ------------- |
| 13    | Monaco                    | 1 | 2 | 11 | 5       | 4             |
| Brett | Spielerin                 | G | R | V  | Punkte  | Partien       |
| 1     | Anne Marie Renoy-Chevrier | 1 | 3 | 10 | 2,5     | 14            |
| 2     | Madeleine Cauquil         | 0 | 5 | 09 | 2,5     | 14            |

### 14. Belgien
| Platz | Land                   | G | R | V  | Brettp. | Mannschaftsp. |
| ----- | ---------------------- | - | - | -- | ------- | ------------- |
| 14    | Belgien                | 0 | 4 | 10 | 5       | 4             |
| Brett | Spielerin              | G | R | V  | Punkte  | Partien       |
| 1     | Louise-Jeanne Loeffler | 1 | 0 | 13 | 1       | 14            |
| 2     | Elisabeth Cuijpers     | 2 | 1 | 05 | 2,5     | 8             |
| R     | Simone Lancel          | 1 | 1 | 04 | 1,5     | 6             |

### 15. Schottland
| Platz | Land           | G | R | V  | Brettp. | Mannschaftsp. |
| ----- | -------------- | - | - | -- | ------- | ------------- |
| 15    | Schottland     | 1 | 1 | 12 | 4,5     | 3             |
| Brett | Spielerin      | G | R | V  | Punkte  | Partien       |
| 1     | Peggy Steedman | 1 | 2 | 11 | 2       | 14            |
| 2     | Nancy Elder    | 1 | 3 | 10 | 2,5     | 14            |